# Xương
Xương là bộ phận quan trọng của cơ thể, với chức năng khác nhau, giúp cơ thể chuyển động, bảo vệ các cơ quan nội tạng.  

Bộ xương người

Xương của động vật (thuộc hệ vận động) đảm nhận các vai trò trong việc tạo hình cơ thể, tạo các khoang chứa cơ quan nội tạng, hỗ trợ quá trình vận động, là nơi sản sinh của các tế bào máu.... Về mặt cấu tạo, xương chủ yếu được tạo thành từ khoáng chất (đa phần là calci) và tế bào xương. Để thực hiện chức năng này, xương cần phải có cấu trúc đặc biệt.

## Chức năng
Nâng đỡ cơ thể
Hệ thống xương bảo vệ các cơ quan trong cơ thể: Như là tủy sống nằm trong ống sống, não bộ nằm trong hộp sọ, hệ tuần hoàn và hô hấp nằm trong lồng ngực.
 Chức năng vận động:Các xương dài nối với cơ bắp bằng gân. Do các cơ bám vào xương được coi như hệ đòn bẩy đến từ các khớp. Dưới tác động của hệ thần kinh, cơ co duỗi làm các xương hoạt động nên xương đóng vai trò chủ động khi vận động. Các xương nối với nhau ở khớp bởi dây chằng. Tác động qua lại của xương với cơ được nghiên cứu trong cơ sinh học.
Sản xuất máu
Ngoài việc nâng đỡ cơ thể, xương còn là nơi sản xuất ra hồng cầu cho máu. Chính xác hơn là tuỷ xương - thứ chất giống như thạch ở bên trong ống xương làm ra. Có hai loại tuỷ xương, loại tuỷ vàng béo ngậy(ở người già) không sinh ra hồng cầu, chỉ có loại tuỷ đỏ (ở trẻ em)ở trong xương bả vai, xương hông, xương sườn, xương ức và xương chậu mới sản xuất hồng cầu. Những dây chuyền chế tạo năng suất cao này luôn sản xuất ra 1 lượng hồng cầu bù với số lượng hồng cầu mất đi.

## Cấu trúc
Xương tương đối cứng và có thành phần nhẹ, tạo phần tạo bởi hai thành phần chính gồm chất vô cơ và chất hữu cơ. Chất vô cơ trong xương tồn tại dưới dạng Calci phosphate trong cách sắp xếp hóa học gọi là kiểu Ca5(PO4)3OH. Chất hữu cơ trong xương có tên gọi là Ossein hay còn được gọi là cốt giao. Có sức nén tương đối cao nhưng sức căng kém. Trong khi xương giòn, có độ co giãn phụ thuộc vào thành phần sinh học (chủ yếu vào sụn). Xương có cấu trúc mắt lưới, và độ đặc tùy vào từng điểm. Trên cơ thể người có 206 xương và được chia làm 3 phần: xương đầu, xương thân (xương mình) và xương chi.
Xương có thể rắn chắc hay xốp. Vỏ (lớp ngoài) xương thì rắn chắc; 2 đề ngữ có thể dùng thay thế cho nhau. Lớp ngoài xương tạo nên phần lớn khối lương của xương; nhưng, bởi vì độ đặc của nó, nên có diện tích bề mặt ít. Xương xốp có cấu trúc tổ ong, có diện tích mặt ngoài cao, như chỉ tạo phần ít của xương.
Xương có thể mềm hay cứng. Xương mềm có thể thay thế trong qua trình phát triển hay hồi phục. Được gọi như thế vì cấu trúc không đồng nhất và kết quả là có sức chịu kém. Ngược lại thì xương cứng có cấu trúc song song và cứng hơn nhiều. Xương mềm thường được thay thế bởi xương cứng trong khi lớn.
Xương sọ
Hộp sọ cũng có khớp xương, nhưng theo kiểu khác. Hộp sọ được cấu tạo gồm 22 mảnh xương riêng lẻ hợp thành, nhưng khớp xương giữa chúng không cử động được. Các khớp hộp sọ khít chặt với nhau giống như những miếng ghép hình. Vì thế hộp sọ rất chắc chắn, rất thích hợp để bảo vệ não cũng như giữ cho khuôn mặt ta được ổn định, chứ không méo mó khi ta cử động.
Xương tay
Cấu tạo xương tay khá linh hoạt để có thể hoạt động hằng ngày, ngay từ khi những tổ tiên ăn lông ở lỗ của chúng ta chuyển từ việc bò bằng 4 chân sang đứng thẳng trên hai chân, họ đã sử dụng đôi tay làm nhiều việc khác hơn. Một bàn tay có tới 27 xương nhỏ để có thể cử động dễ dàng, và các ngón tay có thể chạm vào nhau.
Xương chi dưới
Gồm có 31 xương: xương chậu, xương đùi, xương bánh chè, xương cẳng chân, xương cổ chân, xương bàn chân và xương ngón chân.
Xương mình
Gồm 33 đốt xương sống và có chiều dài từ 60 đến 70 cm, xương mình được chia làm 5 phần và 4 đoạn cong.

## Hình ảnh

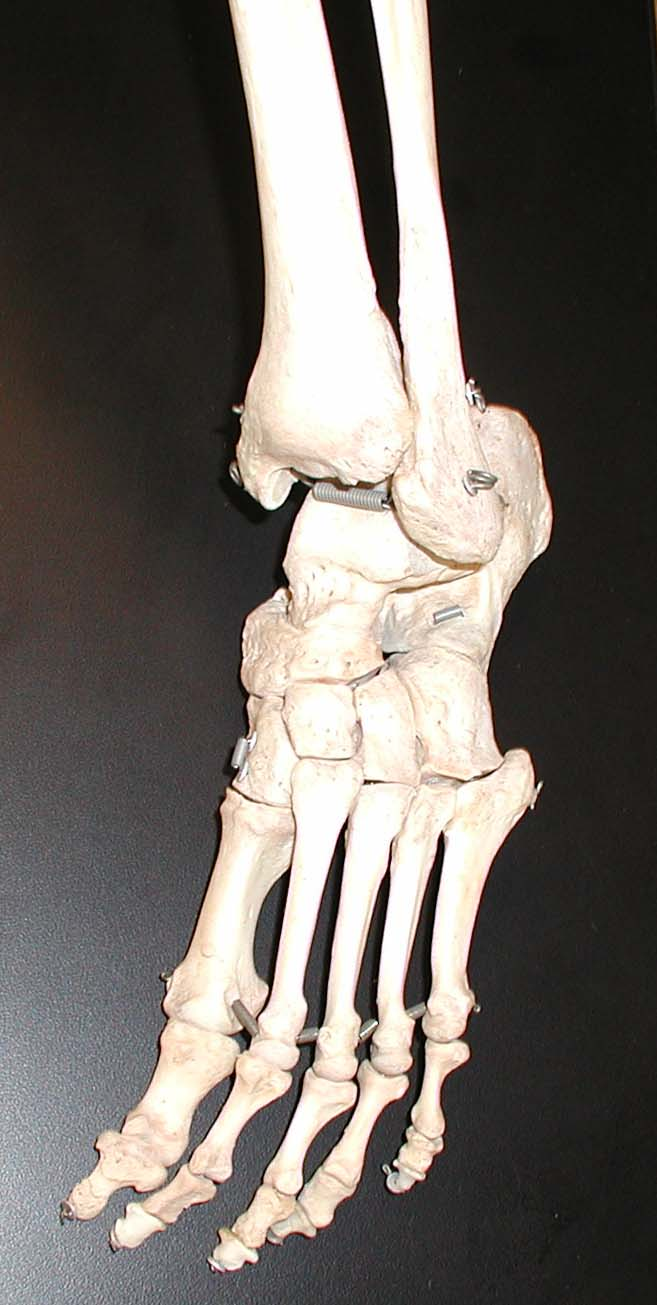
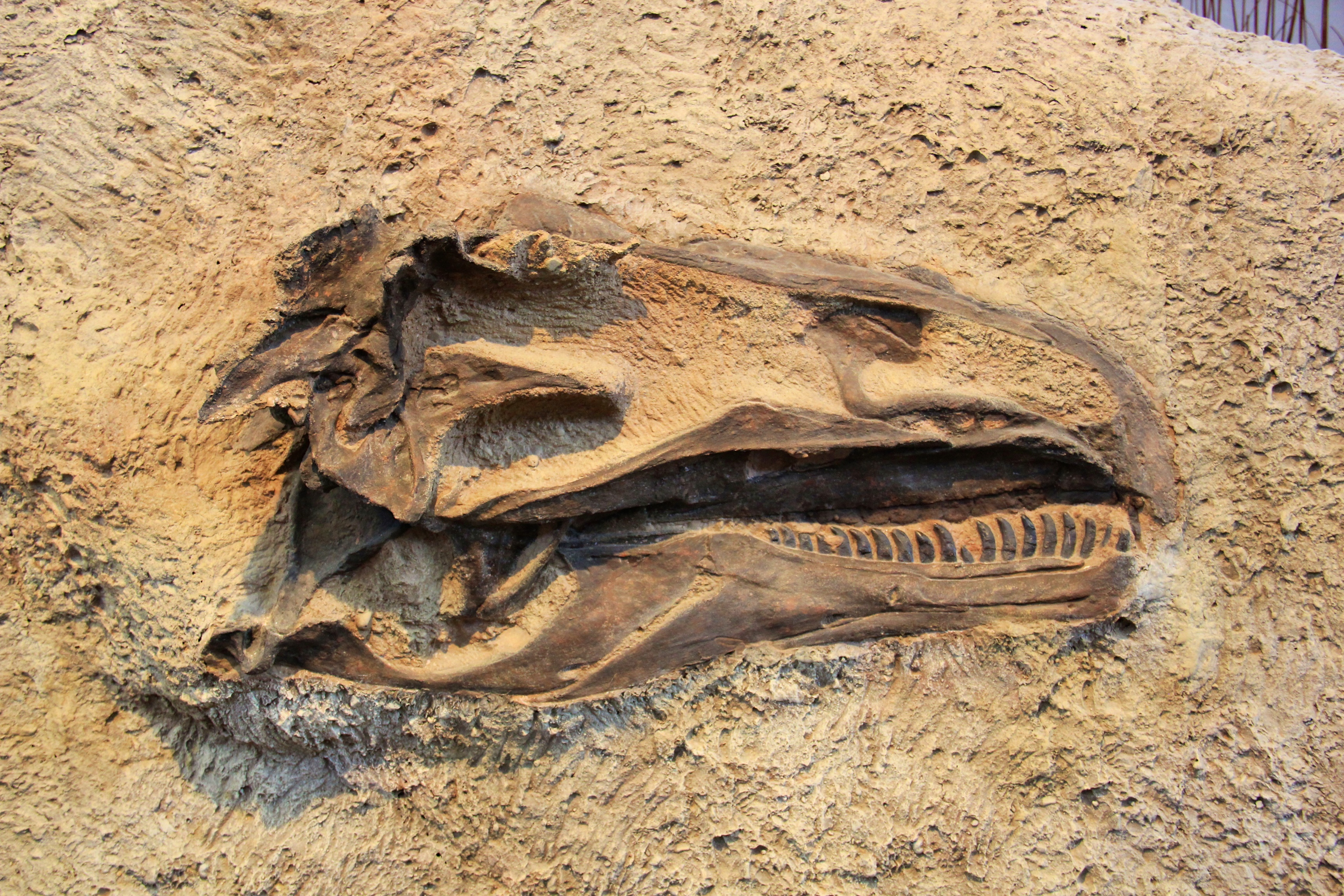
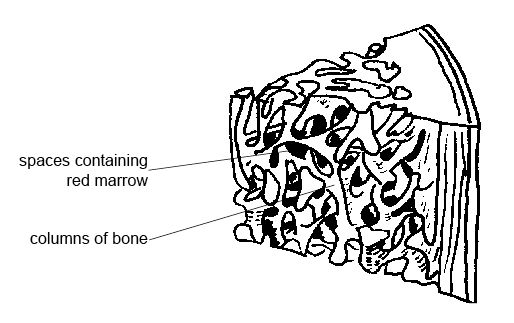
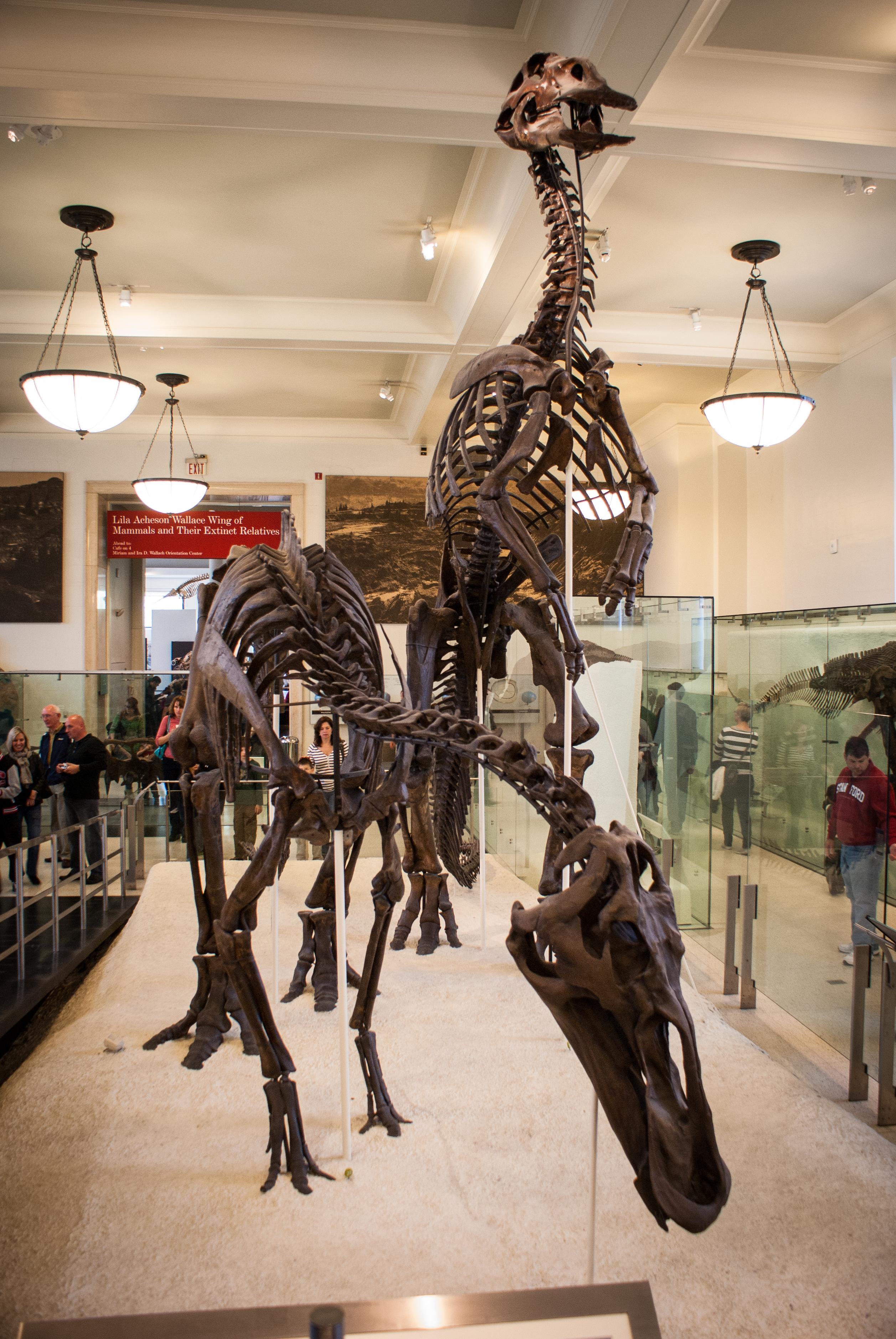